# Sperrin Mountains
Sperrin Mountains är en bergskedja i Storbritannien.   Den ligger i riksdelen Nordirland, i den västra delen av landet, 600 km nordväst om huvudstaden London.
Sperrin Mountains sträcker sig 83 km i nord-sydlig riktning. Den högsta toppen är Sawel Mountain, 678 meter över havet.
Topografiskt ingår följande toppar i Sperrin Mountains:
- Boyds Mountain
- Carnanelly
- Carntogher
- Cashel Rock
- Craiggore
- Curraghchosaly Mountain
- Donalds Hill
- Keady Mountain
- Loughermore
- Mary Gray
- Meenard Mountain
- Mullaghbolig
- Mullaghcarn
- Mullaghclogha
- Mullaghmore
- Sawel Mountain
- Sconce Hill
- Slieve Gallion
- Slievemore
- Slievemore
- White Mountain